# Panta Lunjevica
Panta Lunjevica (în sârbă Панта Луњевица; 1840-1887) a fost un înalt funcționar administrativ sârb, prefect (načelnik) al districtului (srez sau okrug) Šabac și la un moment dat și al districtului Belgrad. El a urmat studii înalte, lucrând anterior ca ofițer în armată și polițist. A fost cunoscut ca o persoană loială dinastiei Obrenović, de convingeri liberale.
Panta era fiul lui Nikola Lunjevica (1776-1842), un comandant (vojvoda) al Revoluției Sârbe și camarad apropiat al prințului Miloš. Împreună cu mama sa, Đurđija, Panta a renovat Mănăstirea Vujan în 1858, care fusese refăcută mai devreme de către tatăl său în 1800. El a fondat biblioteca din Aranjelovac. El a avut șapte copii cu soția sa, Anđelija Koljević: doi fii, Nikola și Nikodije, și cinci fiice, Hristina, Đina, Ana, Draga și Vojka. Draga a fost Regina consort a Serbiei (1900-1903) ca soție a regelui Aleksandar Obrenović.